# Mycielski-konstrukció
A matematika, azon belül a gráfelmélet területén a Mycielski-konstrukció, avagy egy irányítatlan gráfhoz tartozó Mycielski-gráf az eredeti gráfból megadott módon képezett nagyobb gráf. A konstrukció megtartja az eredeti gráf háromszögmentességét, de növeli a kromatikus számot; a konstrukciót ismételten alkalmazva Mycielski igazolta a tetszőlegesen nagy kromatikus számú háromszögmentes gráfok létezését.
Ismert, hogy a klikkszám egy alsó korlátja a kromatikus számnak. Ezért felvetődik az a kérdés, hogy adható-e a klikkszám segítségével felső korlát a kromatikus számra. Ennek a kérdésnek a megválaszolásához Mycielski egy olyan konstrukciót használt, amely egy gráfot úgy egészít ki, hogy klikkszáma nem változik, míg a kromatikus száma 1-gyel nő.

## Definíció

Az 5-körgráfból Mycielski-konstrukcióval képezett M_{4} Grötzsch-gráf.

A Mycielski-konstrukció a {\displaystyle V(G)=\{v_{1},...,v_{n}\}} csúcshalmazú {\displaystyle G} gráfhoz egy olyan {\displaystyle M(G)}-vel jelölt gráfot rendel, melyben feszített részgráfként szerepel a {\displaystyle G} gráf, továbbá még n+1 csúcs. Ezek a következő elrendezésben: Minden {\displaystyle G}-beli {\displaystyle v_{i}} csúcsnak van egy {\displaystyle u_{i}} párja, melynek szomszédsága megegyezik a {\displaystyle v_{i}} szomszédságával, vagyis azokkal és csak azokkal a csúcsokkal van összekötve, amelyekkel {\displaystyle v_{i}}. Az (n+1)-edik új csúcs ({\displaystyle w}) mindegyik {\displaystyle u_{i}} csúccsal össze van kötve, de egyetlen {\displaystyle v_{i}}-vel sincs.
Mycielski-gráfoknak azokat a gráfokat nevezzük, amelyek a két csúcsú teljes gráfból, vagyis a két pontból és egyetlen élből álló gráfból előállíthatóak a fenti eljárás egymás után következő véges számú alkalmazásával.
Az ábrán a felső öt csúcs által feszített részgráf az {\displaystyle M_{3}}-mal izomorf, az ábrán jelölt többi csúccsal alkotja az {\displaystyle M_{4}}-et.

## Tétel
(Mycielski): Minden {\displaystyle k\geq 2} egész számra létezik olyan {\displaystyle G_{k}} gráf, melyre {\displaystyle \omega (G_{k})=2} és {\displaystyle \chi (G_{k})=k}. Ez azt jelenti, hogy a kromatikus szám felső korlátja nem függ a klikkszámtól.

### Bizonyítás
Teljes indukcióval belátjuk, hogy {\displaystyle G_{k}} egyetlen {\displaystyle k}-ra sem tartalmaz háromszöget, azaz a klikkszáma 2. {\displaystyle k=2}-re igaz az állítás, hiszen {\displaystyle G_{2}} a 2 pontú teljes gráf. Tegyük fel, hogy {\displaystyle G_{k}}-ban nincs háromszög. Indirekt bizonyítással belátjuk, hogy {\displaystyle G_{k+1}}-ben sincs. Tegyük fel, hogy mégis van {\displaystyle G_{k+1}}-ben háromszög. Ennek a háromszögnek legalább az egyik csúcsa nincs {\displaystyle G_{k}}-ban, mert {\displaystyle G_{k}} az indukciós feltevés szerint nem tartalmaz háromszöget. Ha a háromszög tartalmazza a {\displaystyle w}-vel jelölt csúcsot, akkor a másik két csúcs csak {\displaystyle u}-val jelölt lehet, azok azonban nincsenek összekötve. Már csak az az eset maradt, hogy a háromszög tartalmaz egy {\displaystyle u}-val jelölt csúcsot ({\displaystyle u_{i}}). Ekkor a másik két csúcs csak {\displaystyle v_{x}} és {\displaystyle v_{y}} lehet. {\displaystyle u_{i}} pontosan azokkal a csúcsokkal van összekötve, amelyekkel {\displaystyle v_{i}}, vagyis {\displaystyle v_{i}}, {\displaystyle v_{x}} és {\displaystyle v_{y}} is háromszöget alkot {\displaystyle G_{k}}-ban, ez pedig ellentmond az indukciós feltevésnek.
Teljes indukcióval látjuk be, hogy {\displaystyle \chi (G_{k})=k}. {\displaystyle k=2}-re az állítás egyértelmű. Tegyük fel, hogy az állítás igaz {\displaystyle k}-ra. Indirekt belátjuk, hogy ekkor {\displaystyle \chi (G_{k+1})=k+1}. {\displaystyle G_{k+1}} színezhető jól {\displaystyle k+1} színnel a következő módon: Kiszínezzük a {\displaystyle G_{k}}-beli {\displaystyle v_{i}} csúcsokat {\displaystyle k} színnel jól (az indukciós feltevés miatt ez lehetséges), majd minden {\displaystyle u_{i}}-t {\displaystyle v_{i}} színére és {\displaystyle w}-t pedig a {\displaystyle (k+1)}-edik színnel. Azt kell tehát belátni, hogy erre a {\displaystyle k+1} színre szükség is van. Mivel {\displaystyle G_{k+1}} részgráfként tartalmazza a {\displaystyle k}-kromatikus {\displaystyle G_{k}} gráfot, {\displaystyle \chi (G_{k+1})} nem lehet kisebb {\displaystyle k}-nál. Tegyük fel indirekt, hogy {\displaystyle \chi (G_{k+1})=k}.
A színeket 1,2,…,{\displaystyle k}-val, {\displaystyle x} csúcs színét {\displaystyle c(x)}-szel jelöljük. Feltehetjük, hogy {\displaystyle c(w)=k}. Mivel minden {\displaystyle u_{i}} szomszédos {\displaystyle w}-vel, minden {\displaystyle u_{i}} csúcs színe az 1,2,…,{\displaystyle k-1} színek valamelyike lehet. Tekintsük a {\displaystyle v_{i}} csúcsok által feszített részgráfot, ez {\displaystyle G_{k}}-val izomorf. Most megadjuk a {\displaystyle v_{i}} csúcsok egy új, {\displaystyle c'} színezését, mely csak az 1,2,…,{\displaystyle k-1} színeket tartalmazza. {\displaystyle c(v_{i})=k} esetén legyen {\displaystyle c'(v_{i})=c(u_{i})}, minden más esetben {\displaystyle c'(v_{i})=c(v_{i})}. Azoknál az éleknél, melyek végpontjainak színét nem változtattuk meg, nem lehet probléma. Azon {\displaystyle v_{i}} csúcsoknak, melyekre {\displaystyle c(v_{i})=k} teljesül, nincs olyan {\displaystyle v_{j}} szomszédja, melyre {\displaystyle c(v_{j})=k}, mert {\displaystyle c} egy jó színezés volt. Ekkor {\displaystyle c'(v_{j})=c(v_{j})} {\displaystyle v_{i}} minden {\displaystyle v_{j}} szomszédjára teljesül. Gond csak akkor lehet, ha {\displaystyle c(u_{i})=c'(v_{i})=c'(v_{j})=c(v_{j})}. {\displaystyle c(u_{i})=c(v_{j})} azonban nem teljesül, mert ha {\displaystyle v_{i}} és {\displaystyle v_{j}} szomszédosak, akkor {\displaystyle u_{i}} és {\displaystyle v_{j}} is, {\displaystyle c} pedig jó színezés. Tehát a {\displaystyle v_{i}} csúcsok színezhetőek jól úgy, hogy csak az 1,2,…,{\displaystyle k-1} színeket használjuk. Ez viszont ellentmond annak, hogy a {\displaystyle v_{i}} csúcsok {\displaystyle G_{k}}-val izomorf feszített részgráfja k-kromatikus. Emiatt {\displaystyle \chi (G_{k+1})>k}. Ebből és {\displaystyle \chi (G_{k+1})<=k+1}-ből az következik, hogy {\displaystyle \chi (G_{k+1})=k+1}.
A fenti tételnek a következménye, hogy a kromatikus számra nem adható felső becslés a klikkszám segítségével.

## A konstrukció iterációja

Az M_{2}, M_{3} és M_{4} Mycielski-gráfok

Ha a két csúcsból és egyetlen élből álló gráfból kiindulva ismételten alkalmazzuk a Mycielski-konstrukciót, gráfok Mi = M(Mi−1) sorozatát kapjuk, ezeket Mycielski-gráfoknak is nevezzük. A sorozat első néhány eleme az M2 = K2, ami két csúcsból és egy élből áll, az M3 = C5 körgráf és a 11 csúcsból és 20 élből álló Grötzsch-gráf.
Általában véve a sorozat Mi gráfjairól elmondható, hogy háromszögmentesek, (i−1)-szeresen összefüggőek és i-kromatikusak. Az Mi csúcsainak száma 3 · 2i−2 − 1(A083329 sorozat az OEIS-ben). Az Mi éleinek számát (kis i-kre) a következő sorozat adja:
0, 0, 1, 5, 20, 71, 236, 755, 2360, 7271, 22196, 67355, ... (A122695 sorozat az OEIS-ben).

## Tulajdonságai

Az M_{4} (Grötzsch-gráf) Hamilton-köre

- Ha G n csúccsal és m éllel rendelkezik, akkor M(G) 2n+1 csúccsal és 3m+n éllel fog rendelkezni.
- Ha G kromatikus száma k, akkor M(G) kromatikus száma k + 1 (Mycielski 1955).
- Ha G háromszögmentes, akkor M(G) is az (Mycielski 1955).
- Általánosabban, ha G klikkszáma ω(G), akkor M(G) klikkszáma max(2,ω(G)). (Mycielski 1955).
- Ha G faktorkritikus gráf, akkor M(G) is az (Došlić 2005). Elmondható továbbá, hogy az Mi gráfok mindegyike, i ≥ 2-től faktorkritikus.
- Ha G-nek van Hamilton-köre, akkor M(G)-nek is van. (Fisher, McKenna & Boyer 1998)
- Ha G dominálási száma γ(G), akkor M(G) dominálási száma γ(G)+1. (Fisher, McKenna & Boyer 1998)

## Általánosítása: gráf feletti kúp
A Mycielski-konstrukció egy általánosítása a gráf feletti kúp képzése, amit (Stiebitz 1985) vezetett be, majd (Tardif 2001) és (Lin et al. 2006) tanulmányozták tovább. Ebben a konstrukcióban adott G gráfból úgy képezzük a Δi(G) gráfot, hogy vesszük a G × H tenzorszorzatot, ahol H egy i hosszú út a végén egy hurokéllel, majd a hurokél H csúcsával kapcsolódó összes csúcsot egyetlen szupercsúccsá húzzuk össze. Maga a Mycielski-konstrukció ebben az általánosításban a Δ2(G)-nek felel meg.

## Euler-köra Mycielski-gráfban
A {\displaystyle k}-kromatikus {\displaystyle M_{k}} Mycielski-konstrukcióval kapott gráf csak {\displaystyle k=3}-ra tartalmaz Euler-kört.
{\displaystyle M_{1}} egy pontból, {\displaystyle M_{2}} két pontból és egy élből áll, tehát nem tartalmaznak Euler-kört. {\displaystyle M_{3}} egy 5 pontból álló kör, amiben van Euler-kör. A konstrukcióból adódik, hogy ugyanannyi {\displaystyle v} típusú csúcs van, mint amennyi {\displaystyle u} típusú, tehát {\displaystyle k\geq 3} esetén {\displaystyle w}-vel együtt páratlan sok csúcs van. {\displaystyle M_{k+1}}-ben a {\displaystyle w} csúcsnak {\displaystyle |V(M_{k})|} szomszédja van, ami {\displaystyle k\geq 3} esetén páratlan, így {\displaystyle w} páratlan fokú. Tehát {\displaystyle k>3}-ra a Mycielski-gráf nem tartalmaz Euler-kört.

## Euler-úta Mycielski-gráfban
Az {\displaystyle M_{k}} Mycielski-gráf csak {\displaystyle k=2} és {\displaystyle k=3} esetén tartalmaz Euler-utat.
Könnyen ellenőrizhető, hogy {\displaystyle M_{2}} és {\displaystyle M_{3}} tartalmaz Euler-utat. A következőkben azt látjuk be, hogy a Mycielski-gráfnak {\displaystyle k>3} esetén 2-nél több páratlan fokú csúcsa van, ezért nem tartalmaz Euler-utat. Ha {\displaystyle M_{k}}-ban {\displaystyle v_{i}} fokszáma {\displaystyle d}, akkor {\displaystyle M_{k+1}}-ben {\displaystyle u_{i}} fokszáma {\displaystyle d+1}, hiszen össze van kötve {\displaystyle v_{i}} {\displaystyle M_{k}}-beli szomszédaival és {\displaystyle w}-vel, de más csúccsal nem. {\displaystyle v_{i}} {\displaystyle M_{k+1}}-ben össze van kötve az {\displaystyle M_{k}}-beli szomszédaival, illetve azok {\displaystyle u} jelű párjaival, vagyis {\displaystyle 2d} szomszédja van {\displaystyle M_{k+1}}-ben. Ebből következik, hogy {\displaystyle k\geq 3} esetén, a Mycielski-gráf {\displaystyle v}-vel jelölt csúcsai páros fokúak, míg az {\displaystyle u}-val jelölt csúcsai páratlan fokúak, hiszen {\displaystyle k\geq 4} esetén minden {\displaystyle u} csúcs foka 1-gyel nagyobb, mint a párjáé. Ekkor az {\displaystyle u_{i}}-k száma mindig nagyobb kettőnél.
Megjegyzés: A probléma úgy is megközelíthető, hogy a konstrukcióból adódóan minden {\displaystyle v_{i}} és {\displaystyle u_{i}} párnál a fokszám 1-gyel tér el, tehát {\displaystyle v_{i}} és {\displaystyle u_{i}} különböző paritású, {\displaystyle k>3} esetén pedig 2-nél több ilyen pár van a gráfban.

## Hamilton-köra Mycielski-gráfban
A Mycielski-gráf {\displaystyle k\geq 3} esetén mindig tartalmaz Hamilton-kört.
{\displaystyle M_{1}} és {\displaystyle M_{2}} nem tartalmaz Hamilton-kört, {\displaystyle M_{3}} a {\displaystyle C_{5}} 5 hosszú körrel izomorf, tehát tartalmaz. Most belátjuk, hogy ha {\displaystyle M_{k}} tartalmaz Hamilton-kört, akkor {\displaystyle M_{k+1}} is. Legyen {\displaystyle M_{k}} Hamilton-köre a {\displaystyle v_{1}-v_{2}-...v_{m}-v_{1}} kör. Ekkor {\displaystyle M_{k+1}}-ben létezik a következő kör, mert a felsorolásban szomszédos csúcsok között a konstrukcióból adódóan mindenhol van él.
{\displaystyle v_{1}-u_{2}-v_{3}-u_{4}-v_{5}-u_{6}-...-u_{m-1}-v_{m}-u_{1}-w-u_{m}-v_{m-1}-u_{m-2}-v_{m-3}-u_{m-4}-...-u_{3}-v_{2}-v_{1}}
Ennek a felsorolásnak az első és utolsó csúcsa megegyezik, továbbá minden csúcsot pontosan egyszer tartalmaz, tehát Hamilton-kör. A felsorolás helyességéhez az is kell, hogy {\displaystyle M_{k}} páratlan számú csúcsot tartalmazzon, ez a konstrukcióból adódóan teljesül is.

## Kapcsolódó témák
- Gráfok színezése